# Cirrus Minor
Pistes de More
  The Nile Song
Cirrus Minor est une chanson de Pink Floyd, figurant sur l'album More. C’est la première chanson de l’album. 
Cette chanson, écrite par Roger Waters, est chantée par David Gilmour.  Accompagnée à la guitare acoustique et à l'orgue Farfisa, on y entend de très nombreux chants d’oiseaux, ce qui lui donne une ambiance hallucinogène, presque pastorale. Ces chants d’oiseaux sont très proches de ceux présents dans les pièces Grantchester Meadows et Sysyphus de l’album Ummagumma. On ne trouve aucune percussion dans cette chanson.
Les chants d'oiseaux au début proviennent d'un enregistrement de 1961 intitulé "Dawn Chorus" et le seul oiseau présenté sur la partie d'orgue est également un rossignol tiré d'un regroupement d'effets sonores de 1961. Les deux figuraient sur un single d'effets sonores HMV (avec un enregistrement de hiboux) mais vraisemblablement le groupe a emprunté les originaux de la bibliothèque d'effets sonores EMI car celle-ci possédait HMV.
Cirrus Minor apparaît aussi sur la compilation Relics.

## Musique
"Cirrus Minor" a une séquence d'accords inhabituelle : mi mineur, mi bémol augmenté, sol majeur, do # mineur 7, do majeur 7, do mineur 7 et si 7. Les accords sont construits autour de la ligne de basse chromatiquement descendante. Les accords si 7, ut majeur 7 et sol majeur sont les seuls accords qui s'inscrivent dans le contexte fonctionnel de la tonalité de mi mineur. Cette séquence d'accords donne à la chanson une atmosphère surréaliste.
La coda d'orgues Hammond et Farfisa est similaire à celle trouvée dans la section "Celestial Voices" de A Saucerful of Secrets. Alors que le Hammond fournit une base majestueuse avec une séquence Em-Bm-D-A-G-D-B, à environ 1/4 de chemin dans la coda, Wright introduit le Farfisa qui, parcouru par un écho de plateau Binson Echorec, produit le son tourbillonnant, tremblant et en écho qui plane au-dessus de l'orgue Hammond.

## Musiciens
- David Gilmour – guitare acoustique, chant
- Roger Waters - basse (vers la fin de la chanson), effets sonores (chants d'oiseaux)
- Richard Wright – orgues Hammond et Farfisa